# Ambloy
Ambloy település Franciaországban, Loir-et-Cher megyében. Lakosainak száma 187 fő (2022. január 1.). Ambloy Houssay, Huisseau-en-Beauce, Prunay-Cassereau, Saint-Amand-Longpré és Villiersfaux községekkel határos.

## Népesség
A település népességének változása:
| Lakosok száma | 212  | 182  | 166  | 154  | 188  | 182  | 185  | 191  | 190  | 187  |
|               | 1968 | 1982 | 1990 | 2006 | 2013 | 2015 | 2017 | 2019 | 2020 | 2022 |